# ФК Раднички (Ниш)
ФК „Раднички“ (на сръбски: Фудбалски клуб Раднички – Работнически, на сърбохърватски: Fudbalski klub Radnički Niš) е футболен клуб от Ниш, Сърбия. Основан на 24 април 1923 в Кралството на Словенци, Хървати и Сърби.
Състезава се в Сръбската суперлига – най-високото ниво на сръбския футбол. Двукратен шампион е на страната. През сезон 2018/19 завършва на второ място, след шампиона Цървена звезда. Дългогодишен участник в бившата Югославска първа лига.

## Успехи
Кралство Югославия: (1929 – 1941)
- Лига на Ниш
  -  Победител (3): 1933, 1934, 1936 (като „Граджански“)

 Югославия (СФРЮ): (1945 – 1991)
- Първа лига на Югославия: (Висша лига)
- Бронзов медал (2): 1979/80, 1980/81
- Втора лига на Югославия: (2 лига)
  -  Победител (1): 1985/86

### Международни
- Балканска Купа:
  -  Носител (1): 1975
  -  Финалист (1): 1988/89
- Купа на УЕФА:
- Полуфиналист (1): 1981/82

 Сърбия: (от 2006)
- Сръбска суперлига
  -  Второ място (1): 2018/19
- Първа лига
  -  Победител (2): 2001/02, 2011/12
- Лига Изток
  -  Победител (2): 2008/09, 2011/12

## Известни футболисти
- Саша Симонович
- Драган Стойкович
- Деян Петкович
- Неманя Милисавлевич
- Методи Томанов
- Предраг Ранджелович
- Драган Пантелич

## Бивши треньори
- Миодраг Йешич
- Драгослав Степанович
- Драган Пантелич

## Български футболисти
- Методи Томанов: 1991/92 - (3 мача - 0 гола)
- Илия Юруков: 2024... - (16 мача - 2 гола...)
- Борис Тютюков: 2025... - (0 мача - 0 гола...)